# China, Campeche
China är en ort i Mexiko.   Den ligger i kommunen Campeche och delstaten Campeche, i den östra delen av landet, 900 km öster om huvudstaden Mexico City. China ligger 15 meter över havet och antalet invånare är 5 194.
Terrängen runt China är huvudsakligen platt. China ligger nere i en dal. Runt China är det ganska tätbefolkat, med 86 invånare per kvadratkilometer. Närmaste större samhälle är Campeche, 8,8 km norr om China. I omgivningarna runt China växer i huvudsak lövfällande lövskog.